# 사다 마사시
사다 마사시(さだ まさし, 1952년 4월 10일 ~)는 나가사키현 나가사키시 출신 일본의 싱어송라이터이자 소설가이다. 1972년 포크 그룹 '그레이프'로 데뷔했으며, 해체 후 솔로 가수 및 소설가 등으로 활동하고 있다.

## 주요 저서
- 《게게》
2003년에 영화화, 2004년에 《사랑스런 그대에게》로 드라마화
- 《비잔》
2007년 영화화, 2008년 드라마화.
- 《고독사》
2011년 영화, 드라마화.